# Hieraaetus
Hieraaetus ist eine Gattung der Greifvögel aus der Familie der Habichtartigen (Accipitridae). Die Arten der Gattung kommen in Afrika, den tropischen bis gemäßigten Regionen von Eurasien sowie in Australien vor. Zur Gattung gehörten heute noch 5 rezente Arten, nachdem der Habichtsadler (A. fasciata) und der Akazienadler (A. spilogaster) aus der Gattung ausgegliedert und den Echten Adlern (Aquila) zugeordnet wurden.

## Gattungsname
Der Gattungsname Hieraaetus leitet sich von altgriechisch ἱέραξ hiérax, deutsch ‚Habicht‘ und altgriechisch ἀετός aëtós, deutsch ‚Adler‘ ab.

## Arten
- Zwergadler (Hieraaetus pennatus (J. F. Gmelin, 1788))
- Kaninchenadler (H. morphnoides (Gould, 1841))
- Fleckenadler (H. ayresii (Gurney, 1862))
- Silberadler (H. wahlbergi (Sundevall, 1851))
- Papuazwergadler (H. weiskei (Reichenow, 1900))

Der ausgestorbene neuseeländische Haastadler (H. moorei) muss ebenfalls der Gattung Hieraaetus zugeordnet werden, da er die Schwesterart der aus dem Zwergadler und dem Kaninchenadler bestehenden Klade ist.